# The Man (Aloe Blacc)
The Man è un singolo del cantante statunitense Aloe Blacc, pubblicato il 21 gennaio 2014 come secondo estratto dall'album Lift Your Spirit.

## Composizione
Scritto dallo stesso Aloe Blacc in collaborazione con Sam Barsh e Daniel Seef, il brano include un campionamento del celebre successo di Elton John Your Song, motivo per il quale lo stesso Elton John e Bernie Taupin ne figurano fra gli autori.

## Video musicale
Il video musicale del singolo è stato pubblicato il 3 marzo 2014 e include svariati riferimenti a eventi degli anni '60 e '70 che hanno avuto un forte impatto culturale nella cultura afroamericana. Fra gli altri, nel video appaiono personaggi come Marvin Gaye, Malcolm X, Martin Luther King e Muhammad Ali, manifestazioni popolari storiche ed eventi mediatici come i Soul Train e le Olimpiadi del 1968.

## Versioni alternative
Un remix ufficiale con la partecipazione del rapper Kid Ink è stato pubblicato il 22 gennaio 2022.

## Successo commerciale
Pubblicato subito dopo il grande successo globale di Wake Me Up, The Man è stato accolto immediatamente in maniera molto positiva da parte del pubblico, diventando un breve tempo un forte successo commerciale. Con oltre 2,5 milioni di copie vendute nel solo territorio statunitense, il singolo si configura come il più grande successo commerciale da solista nella carriera di Aloe Blacc.

## Impatto culturale
Durante l'evento sportivo 2014 NFL Draft, il brano è stato riprodotto 108 volte.

## Classifiche

### Classifiche settimanali
| Classifica (2014) | Posizione massima |
| ----------------- | ----------------- |
| Australia         | 10                |
| Austria           | 19                |
| Belgio (Fiandre)  | 29                |
| Belgio (Vallonia) | 46                |
| Canada            | 14                |
| Danimarca         | 11                |
| Francia           | 23                |
| Germania          | 22                |
| Irlanda           | 4                 |
| Italia            | 75                |
| Norvegia          | 11                |
| Nuova Zelanda     | 5                 |
| Paesi Bassi       | 10                |
| Regno Unito       | 1                 |
| Repubblica Ceca   | 16                |
| Slovacchia        | 59                |
| Spagna            | 46                |
| Stati Uniti       | 21                |
| Svezia            | 6                 |
| Svizzera          | 40                |
| Ungheria          | 28                |

### Classifiche annuali
| Classifica (2014) | Posizione massima |
| ----------------- | ----------------- |
| Australia         | 65                |
| Canada            | 78                |
| Francia           | 96                |
| Paesi Bassi       | 46                |
| Nuova Zelanda     | 39                |
| Regno Unito       | 53                |
| Stati Uniti       | 48                |
| Svezia            | 37                |